# 大久保雅彦

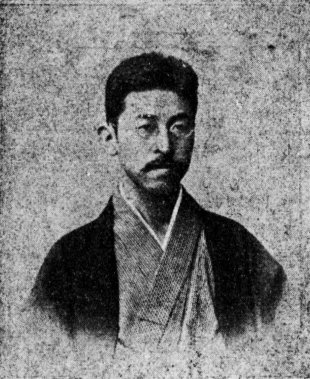
大久保雅彦

大久保 雅彦（おおくぼ まさひこ、1870年8月2日（明治3年7月6日）- 1922年（大正11年）6月6日）は、日本の衆議院議員（立憲政友会）、弁護士。

## 経歴
伊予国越智郡蔵敷村（現在の愛媛県今治市）出身。1886年（明治19年）、松山中学校を卒業。英吉利法律学校（東京法学院、現在の中央大学）で英語法学を学び、1889年（明治22年）に首席で卒業。その後も穂積陳重のもとで学んだ。1892年（明治25年）に弁護士試験に合格し、松山市に事務所を開いた。
1902年（明治35年）、第7回衆議院議員総選挙に出馬し、当選を果たした。
三・一運動の際には、花井卓蔵・木尾虎之助らとともに、騒擾罪に問われた孫秉煕ら指導者の弁護にあたった。